# Anthony Muñoz
Michael Anthony Muñoz (* 19. August 1958 in Ontario, Kalifornien) ist ein ehemaliger US-amerikanischer American-Football-Spieler auf der Position des Offensive Tackles. Er spielte für die Cincinnati Bengals in der National Football League (NFL).

## Jugend
Anthony Muñoz wurde von seiner alleinerziehenden Mutter Esther zusammen mit seinen vier Geschwister aufgezogen. Seine Großeltern stammten aus Chihuahua, Mexiko. Seine Mutter arbeitete auf einer Hühnerfarm als Packerin. Am Wochenende mussten sein Bruder und er auf der Farm aushelfen. Anthony hat seinen Vater nie richtig kennengelernt; er sah ihn lediglich zweimal in seinem Leben – im Alter von fünf und zwölf Jahren.
Aufgrund seiner Körpergröße wurde ihm in seiner Kindheit nicht gestattet, in einer Jugendliga Football zu spielen. Er wandte sich daraufhin dem Baseballsport zu und spielte als Pitcher in verschiedenen Jugendmannschaften. Erst auf der High School erhielt er die Möglichkeit neben Baseball und Basketball auch Football zu spielen. In der Footballmannschaft seiner High School spielte er sowohl in der Offensive Line, als auch in der Defensive Line und bekam auch Einsatzzeit als Punter. Als Footballspieler wurden mehrere College-Scouts auf ihn aufmerksam, und er bekam nach seinem Schulabschluss von zahlreichen Colleges Stipendien angeboten.

## Spielerlaufbahn

### Collegekarriere
Muñoz nahm das Studienangebot der University of Southern California (USC) an. Allerdings war er erst bereit dieses anzunehmen, nachdem ihm zugesagt wurde, dass er am Frühlingstraining nicht teilzunehmen brauche, um für die Baseballmannschaft der „USC Trojans“ aufzulaufen. Aufgrund einer Knieverletzung kam er lediglich in seinem Sophomore-Spieljahr in der Baseballmannschaft zum Einsatz, gewann mit dem Team jedoch in diesem Jahr die NCAA Collegemeisterschaft.
In der Footballmannschaft der Trojans spielte er zusammen mit Brad Budde in der Offensive Line. In den Jahren 1978 und 1979 wurde Anthony Muñoz als Footballspieler aufgrund seiner sportlichen Leistungen zum All-American gewählt. Allerdings machten ihm immer wieder Knieverletzungen Probleme, viele Spiele seines Teams konnte er nicht ableisten. Es war daher fraglich, ob eine Profimannschaft das Risiko einer Verpflichtung eingehen würde. 1980 lief Muñoz im Rose Bowl zum letzten Mal für die Trojans auf. Seine Mannschaft gewann das Spiel gegen die Ohio State University mit 17:16. Ein Zuschauer des Spiels war der Besitzer der Cincinnati Bengals, Paul Brown. Brown war ein ehemaliger Footballtrainer und erkannte die Qualitäten des Spielers.

### Profikarriere
Anthony Muñoz wurde im Jahr 1980 von den Cincinnati Bengals in der ersten Runde an dritter Stelle gedraftet. Der Trainer der Bengals, Forrest Gregg, setzte ihn bereits als Rookie als Starter auf der Position eines Tackle ein. Auf dieser Position hatte er den Schutz von Quarterback Ken Anderson zu gewährleisten. Im Jahr 1981 gewannen die Bengals in der Regular Season zwölf von 16 Spielen und konnten sich so für die Play-offs qualifizieren. Im AFC Championship Game traf das Team auf die San Diego Chargers und konnte diese mit 27:7 besiegen.
Mit dem Sieg qualifizierte sich das Team aus Cincinnati für den Super Bowl XVI. Gegner in dem Spiel waren die von Bill Walsh betreuten San Francisco 49ers. Der Quarterback der 49ers Joe Montana konnte in der ersten Spielhälfte zwei Touchdowns erzielen, Ray Wersching verwandelte zwei Field Goals für sein Team. Diesen 20:0-Rückstand konnten die Bengals nicht mehr ausgleichen und verloren letztendlich mit 26:21.
Auch im folgenden Jahr konnten sich die Bengals für die Play-offs qualifizieren, scheiterten aber dort vorzeitig an den New York Jets.
Ab 1984 trainierte Sam Wyche die Bengals. Im selben Jahr verpflichtete das Team Boomer Esiason, der ab dem folgenden Jahr die Position des Starting-Quarterbacks einnahm. In der Saison 1988 konnten die Bengals erneut zwölf von 16 Spielen siegreich gestalten und nochmals in die Play-offs einziehen. Im AFC Championship Game traf die Mannschaft um Muñoz auf die Buffalo Bills, die mit 21:10 geschlagen werden konnten. Im anschließenden Super Bowl XXIII waren wiederum die 49ers der Gegner. Bis wenige Sekunden vor Schluss führten die Bengals das Spiel mit 16:13 an. Mit einem Pass auf John Taylor gelang es Montana sein Team in Führung zu bringen. Die 49ers gewannen den Super Bowl mit 20:16.
Nach der Saison 1992 beendete Muñoz seine Laufbahn bei den Bengals und wechselte zu den Tampa Bay Buccaneers. Für diese Mannschaft kam er jedoch nicht mehr zum Einsatz.

## Abseits des Spielfelds
Muñoz spielte während seiner Laufbahn in zwei Hollywood-Filmen mit. In den Jahren 1994 und 1995 arbeitete er als Sportmoderator für die Fox Broadcasting Company. Anthony Muñoz ist seit 1978 verheiratet. Das Paar hat zwei Kinder.

## Ehrungen
Anthony Muñoz spielte elfmal im Pro Bowl, dem Abschlussspiel der besten Spieler einer Saison. Er wurde elfmal zum All-Pro gewählt. Er ist Mitglied im NFL 75th Anniversary All-Time Team, im NFL 1980s All-Decade Team, in der Pro Football Hall of Fame, in der California Sports Hall of Fame und in der University of Southern California Athletic Hall of Fame. Anlässlich seiner Aufnahme in die Pro Football Hall of Fame benannte seine Heimatstadt einen Park nach ihm („Anthony Muñoz Hall of Fame Park“). Die Zeitschrift Sporting News wählte ihn 1999 auf Platz 17 der 100 besten Footballspieler aller Zeiten. Auf eine solche Liste setzte ihn NFL Network im Jahr 2010 auf Platz 12. Im Jahr 1991 erhielt er den Walter Payton Man of the Year Award, nachdem er zwei Jahre zuvor den Bart Starr Award bekommen hatte.